# 이금희 (가수)
이금희(본명:이대금, 1940년 9월 15일 ~ 2007년 2월 20일)는 대한민국의 가수였다. 1959년 미8군 무대에서 가수 첫 데뷔한 그녀는 이후 1960년대에 본격 가수로서 활동하였다. 2007년 2월 20일 뇌출혈 합병증에 의하여 사망하였다. 향년 68세. 대표곡으로는 '키다리 미스터 김' 이 있으며, 한국 최초의 팬클럽을 보유했던 기록을 가지고 있었다.

## 앨범
- 키다리 미스터 김
- 용꿈
- 그것 참 별꼴이야